# Zoilos II
Zoilos II Sòter (grec antic: Ζωίλος Σωτήρ) fou un rei indogrec que va governar la part oriental del Panjab. Osmund Bopearachchi data el seu regnat vers 55 aC-35 aC, i Robert C. Senior accepta aquestes mateixes dates.
Sembla que fou un dels reis que va succeir al destacat Apol·lòdot II a la part oriental del Panjab (on també va governar Dionís Soter). Tots els reis suposats successors d'Apol·lòdot utilitzaren el mateix símbol que aquest, l'Atenea Pal·les introduïda per Menandre I, i generalment també el mateix epítet, Soter ('Salvador'). És, per tant, molt probable que Hipòstrat Soter, Dionís Soter i Zoilos II Soter fossin membres de la mateixa dinastia, fins i tot potser germans. De vegades s'ha suposat que Zoilos II estava emparentat amb Zoilos I cosa que sense descartar-se, per la manca de fonts que hi ha, fa que tot siguin conjectures.

## Monedes

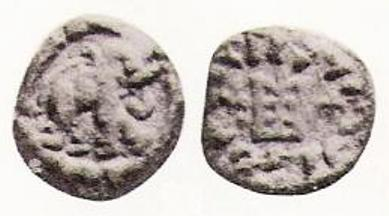
Elefant i trípode

Zoilos II va encunyar dracmes de plata on apareix el seu bust amb diadema i Pal·las Atena, en un estil molt rudimentari; també va encunyar monedes de bronze amb Apol·lo al davant i trípode de sacrifici i petit elefant al darrere, o bé elefant al davant i trípode al darrere.

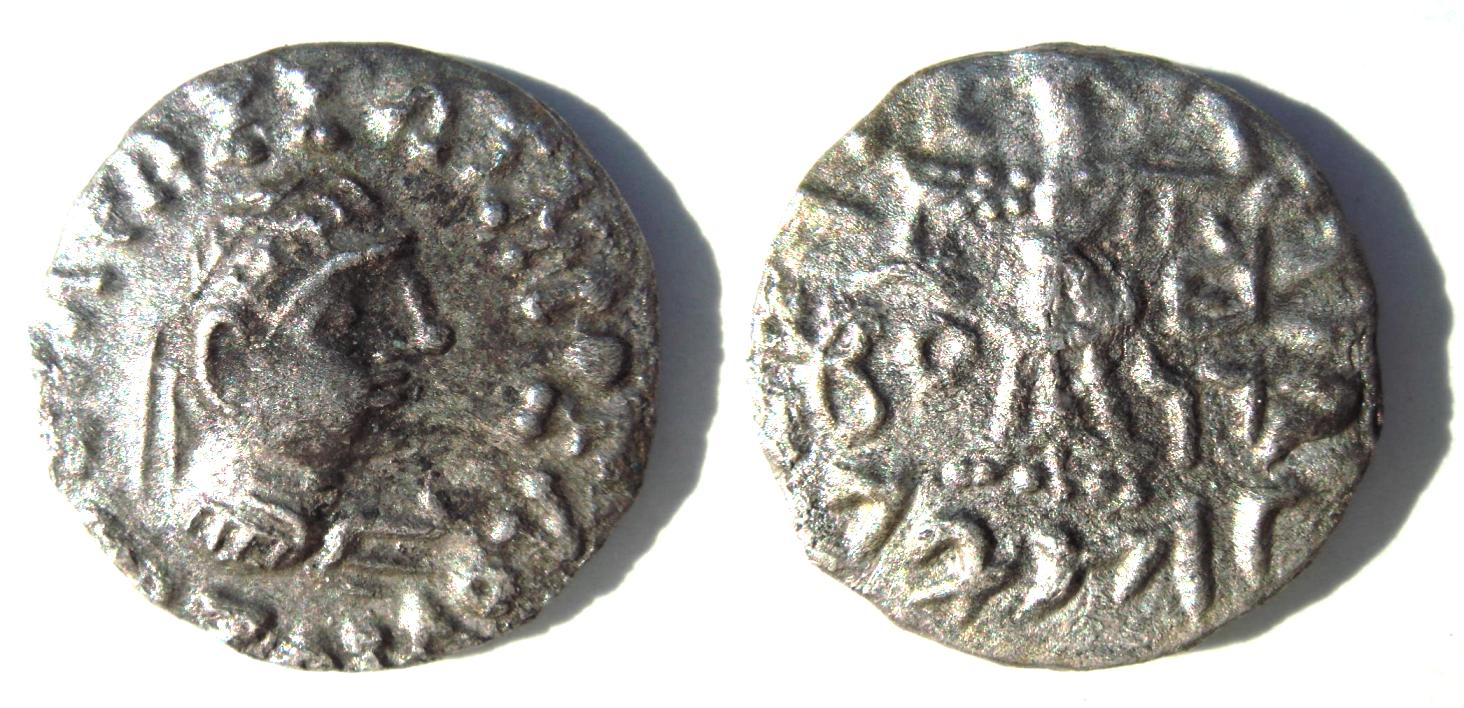
Moneda de Zoilos II

Molts dels monogrames de les monedes de Zoilos II són en kharosthi, indicant que foren fets probablement per moneders indis.; això és característic dels reis del Panjab oriental com Estrató I, Apol·lòdot II, i a vegades Apol·lòfanes i el rei Dionís Soter. A més el monograma és sempre idèntic a les seves monedes el que indicaria que el moneder i el lloc de fabricació foren sempre el mateix.
Les altres monedes de Zoilos II combinen monogrames grecs i en kharosthi, indicant que predominaven els natius indis. Els monogrames kharosthi eren les lletres: sti, ji, ra, ga, gri, ha, stri, ri, bu, a, di, stra, i śi. Els models de l'Apol·lo i el trípode i de l'elefant i el trípode només tenen monogrames en kharoshthi, mentre que els que porten el bust combinen generalment monogrames grecs i kharosthi.
Les monedes de Zoilos II s'han trobat a la zona del riu Sutlej i a un dels munts arqueològics de Sialkot, i també als munts de la regió de Panjab a l'est del riu Jhelum (Osmund Bopearachchi, pàg 138). També es van trobar monedes de Zoilos II sota els fonaments d'una capella rectangular del segle I al monestir de Dharmarajika a la vora de Tàxila (John Marshall, "Taxila, Archaeological excavations", pàg. 248.). Finalment se'n van trobar dues monedes a l'excavació de Bara prop de Peshawar, juntament amb monedes dels reis indoescites Azes I, Azilises i Azes II.
Només un exemplar de moneda de Zoil II apareix regravat en una moneda d'Apol·lòdot II.